# Tašmajdan

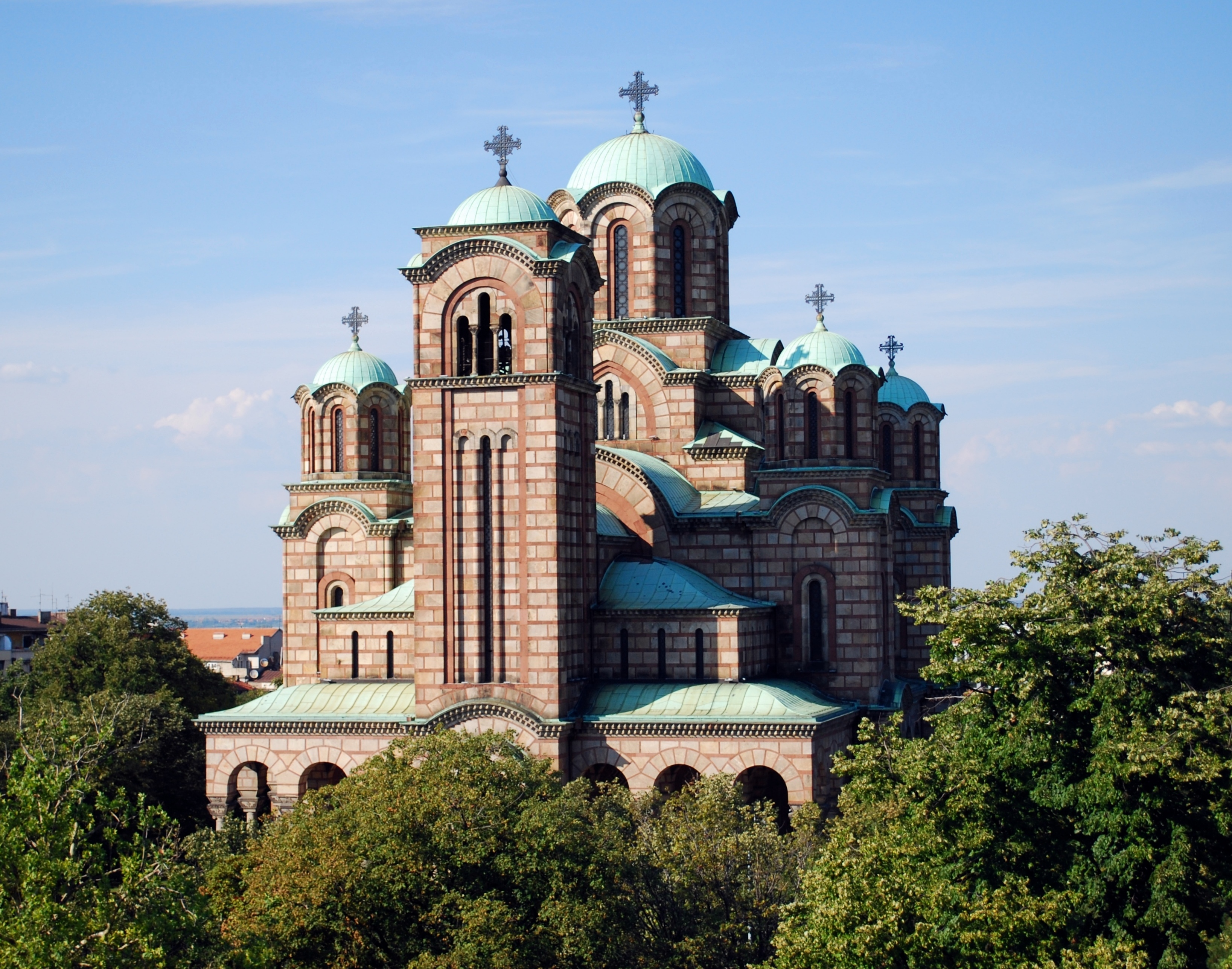
Die Markuskirche im Tašmajdan

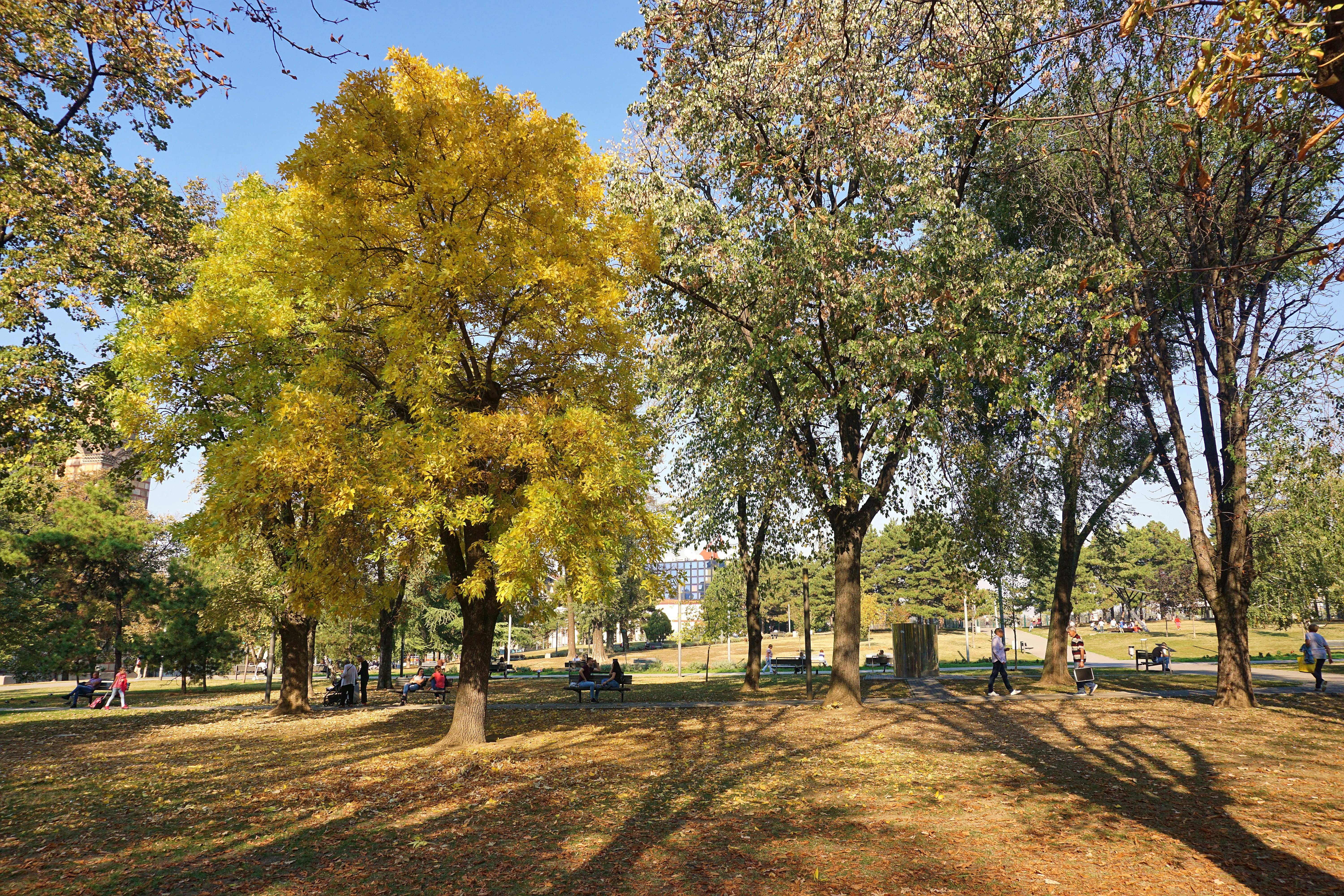
Der Tašmajdan-Park

Der Tašmajdan Park (serbisch Ташмајдански парк Tašmajdanski park), gebräuchlich ist Tašmajdan oder nur Taš, ist ein öffentlicher Park und ein Wohngebiet in Belgrad im Stadtteil Palilula.

## Lage
Der Tašmajdan beginnt 600 Meter südöstlich von Belgrads Hauptplatz Terazije. Er nimmt die äußerste südwestliche Ecke des Stadtteils Palilula ein und grenzt an die Stadtteile des Vračar im Süden und Stari Grad im Westen. Der Park umfasst ein Gebiet, das durch die Straßen Takovska im Nordwesten und Ilije Garašanina im Nordosten sowie der Beogradska im Südosten und dem Ulica Kralja Aleksandra begrenzt wird.

## Geschichte
Während der Belagerung Belgrads im Herbst 1806 schlug Karađorđe hier ein Lager auf und errichtete ein Zelt. Nach dem Zweiten Serbischen Aufstand verfügte Miloš Obrenović um 1826 die Verlegung des alten serbischen Friedhofs vom Stadttor zum Tašmajdan, um in Savamala ein serbisches Stadtgebiet errichten zu können. Auf dem Tašmajdan-Plateau wurde 1835 die alte Markuskirche erbaut (bei der Bombardierung Belgrads am 6. April 1941 zerstört). Auf dem Tašmajdan wurde am 30. November 1830 der hatischerif (Erlass) des Sultans über die innere Unabhängigkeit Serbiens verlesen. Im Jahre 1909 errichtete man hier eine Seismologische Station, die sich auch heute noch dort befindet. 

## Sehenswürdigkeiten
Im Tašmajdan und in seinem Umfeld befinden sich die Markuskirche (die neue, erbaut von 1931 bis 1936), die Russische Kirche (1924), das Hauptpostamt (1934), das Sport- und Freizeitzentrum „Tašmajdan“, die Hotels „Taš“ und „Metropol Palace“, das Café „Madera“, das RTS-Gebäude (Rundfunk und Fernsehen Serbien) sowie ein Kindervergnügungspark.

## Sportstätten

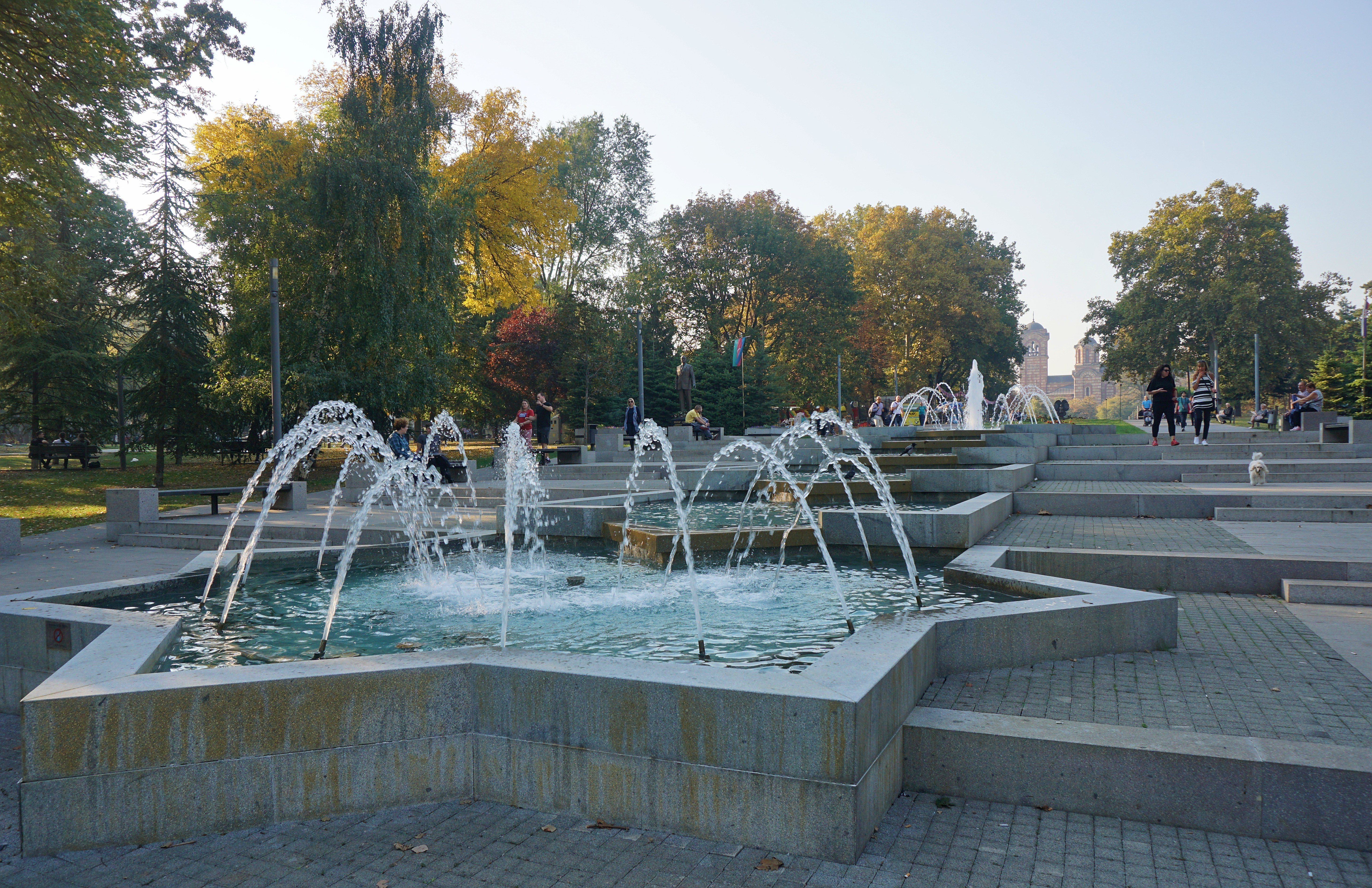
Brunnen mit einem Denkmal M. Pavic und Heydar Aliev

Innerhalb des Tašmajdans gibt es eine Reihe von Sportstätten im Tašmajdan Sportzentrum (Sportski rekreativni centar). Dieses umfasst eine Badeanstalt mit Hallen- und Freibad und Tribünen für 2000 Zuschauer, einen Sprungturm mit Sprungbrettern von 1, 3, 5 und 10 m und 16 Unterwasserfenster für Unterwasseraufnahmen. Im Schwimmbecken des Sportzentrums wurde 1973 die erste Weltmeisterschaft im Wasserball und Turmspringen ausgetragen, im Jahr 2009 einige Wettbewerbe der Sommer-Universiade. Außer einem Nichtschwimmerkurs gibt es auch eine Schule für Synchronschwimmen, Wasserball und Tauchen.
Das Freilichtstadion Tašmajdan bietet 5000 Zuschauern auf Tribünen Platz. Es ist vorgesehen für Kleinfeldfußball, Basketball, Fechten und Volleyball. Das Freizeitzentrum hat Aerobic-, Fitness-, Massage-, Bodybuilding- und korrektive Gymnastik-Programme sowie Sauna und Solarium im Angebot. Zum Sport- und Freizeitzentrum gehören auch die Hala Pionir und die Ledena dvorana Pionir.